# AEGEE
Ассоциация генеральных штатов студентов Европы (фр. Association des Etats Généraux des Etudiants de l’Europe, AEGEE), также известная как Европейский студенческий форум, является одной из крупнейших студенческих организаций Европы. Оригинальное название (фр. Les Etats Généraux des Etudiants de l’Europe, EGEE) было позаимствовано у первого парламента времен Французской революции, Генеральные штаты.

## Описание
Ассоциация была основана в 1985 году, и сейчас в ней состоит около 13000 членов из 161 городов и 40 стран Европы. Ассоциация выступает за объединение Европы, коммуникацию и интеграцию в академическое пространство. Она не связана ни с одной политической партией и не обладает национальными подразделениями, работая только на локальном уровне одного города и на общеевропейском уровне.

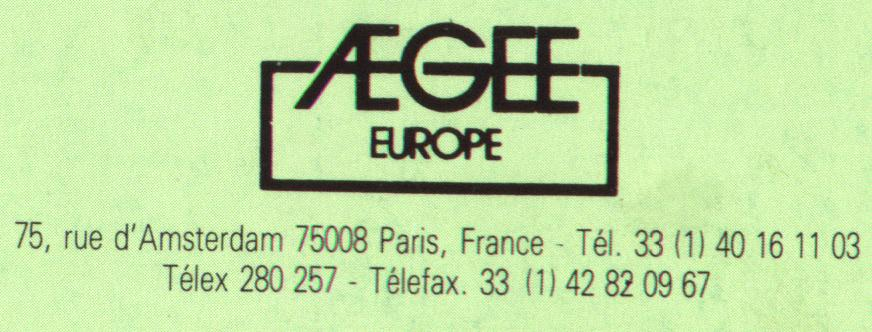
Прежний логотип AEGEE-Europe

## История
| 1985         | Ассоциация организовала первое AEGEE-событие: в Париже была проведена ассамблея студентов из Парижа, Лейдена, Лондона, Мадрида, Милана и Мюнхена, организованная её основателем, Франком Бианчери.                                        |
| Октябрь 1986 | В EGEE было сформировано три рабочих группы: Спонсорская работа, Тренинги и Языковая рабочая группа; Конференция по развитию международных отношений в Неймегене; С началом учебного года, EGEE-Europe имеет уже 26 антенн и 6000 членов. |
| Ноябрь 1986  | В Хайдельберге прошла конференция по отношениям между Дальним Востоком и Европой; в Тулузе прошла первая неделя Европейского Пространства.                                                                                                |
| Декабрь 1986 | В Париже прошла конференция фармацевтической промышленности в Европе; в Мюнхене прошла конференция по Денежной системе Европы. |
| 1987         | AEGEE-Europe склонило французского президента Франсуа Миттерана к поддержке Эразмуса, программы обмена студентов, финансируемого Европейской комиссией.                                                                                   |
| 1988         | Ассоциация поменяла название с EGEE на AEGEE. Запущен проект AEGEE — Летний университет. |
| 1989         | После падения Берлинской стены, Агора (англ.) в Салерно стала открытой для Восточной Европы. AEGEE была одной из первых Европейских организаций, перешедших границу Железного Занавеса.                                                   |
| 1990         | Новый логотип AEGEE представляет собой «Твой ключ к Европе» («Your Key to Europe»). |
| Май 1990     | Основана Les Anciens d’AEGEE-Europe в ходе VI встречи EGEE в Париже. |
| 1995         | Центральный офис организации переместился в Брюссель. Антенна в Анкаре становится первой азиатской антенной AEGEE, положив начало развитию AEGEE в Турции.                                                                                |
| 1996         | Более тысячи студентов приняли участие в серии конференций "Найди свой путь («Find Your Way…»), показав, что студенты могут сделать для объединения гражданского общества в Центральной и Восточной Европе.                               |
| 1998         | AEGEE организовала свой первый визит на Кипр; AEGEE-Magusa (Famagusta) присоединилось к организации в 2001 году. |
| Апрель 1999  | Основание AEGEE-Academy на Агоре в Барселоне. Толчком к этому шагу была подготовка к Европейской Школе в (European School) в Гисене. |
| 2000         | Образование за Демократию, новая образовательная программа, которая позволяет студентам из Косово, находящемся в состоянии войны, учиться в зарубежных университетах.                                                                     |
| 2001—2002    | AEGEE организовало несколько крупных проектов, посвящённых миру и стабильности в юго-восточной Европе и Средиземноморском регионе. |
| 2002         | Начало проекта AEGEE TV. |
| 2003         | Первая поездка представителей AEGEE на Кавказ. AEGEE-Europe организовала первую международную студенческую конференцию в буферной зоне на Кипре.                                                                                          |
| 2005         | Празднование двадцатилетия существования организации на конференции в Праге, встречи с выдающимися европейскими политиками и общественными деятелями, представляющими Совет Европы, Еврокомиссию и Европейский Парламент.                 |
| 2006         | Бывший президент AEGEE-Europe Бурджю Бесермен (Burcu Becermen) была признана Молодым Гражданином Европы 2006 за организацию Проекта турецко-греческого гражданского диалога.                                                              |
| 2007         | Действие программы «Эразмус» распространено на Турцию. |
| 2008         | Тамуна Кекенадзе (Tamuna Kekenadze) была признана была признана Молодым Гражданином Европы 2008. |
| 2009         | Во время генеральной ассамблеи представлена программа ярмарок «Учёба и карьера». |
| 2010         | AEGEE стала партнёром Совета студентов технических вузов Европы (BEST) |
| 2011         | AEGEE инициировала проект «Восточное партнёрство». Начат выпуск онлайн-журнала AEGEE-Europe — The AEGEEan. |
| 2012         | AEGEE избрана в руководство European Youth Forum. |
| 2013         | Проведён ребрендинг AEGEE, представлен новый логотип. |

## Направления деятельности
AEGEE занимается организацией множества различных проектов, большую часть которых можно распределить между четырьмя основными направлениями: активное гражданство, высшее образование, мир и стабильность, и культурный обмен.

### Активное Гражданство
AEGEE — это независимая неполитическая общественная организация, которая тесно сотрудничает с правительствами, государственными институтами и другими негосударственными организациями с целью реализации целей европейского развития. AEGEE стремится предоставить право голоса для своих членов на любом уровне посредством организации конференций по ряду различных тем и используя результаты с целью лоббирования интересов в рамках объединённой Европы.

### Высшее Образование
AEGEE представляет студентов, которые заинтересованы в общеевропейском пространстве высшего образования. Организация занимается активным развитием таких направлений, как студенческие обмены, изучение иностранных языков, продвижение международного сотрудничества в мире науки и образования и проводит кампании по дальнейшему развитию европейских образовательных программ.

### Мир и Стабильность
Поощряя демократические идеалы, толерантность и взаимопонимание между молодыми людьми из конфликтующих сообществ, AEGEE способствует разрешению международных конфликтов на Балканах, на Кавказе, на Кипре, в Греции и в Турции. AEGEE также занимается организацией конференций и семинаров о вопросах международной политики.

### Культурные Обмены
Развитие уважения и признательности между людьми различных культур является ключевой ценностью всей деятельности AEGEE. Организация считает это направление деятельности фундаментом для развития процессов евроинтеграции, осознавая, что процесс интеграции должен осуществляться естественно посредством развития контактов между людьми из различных стран Европы.

## Структура

### AGORA
АГОРА представляет собой генеральную ассамблею всей ассоциации. Она проходит 2 раза в год: в апреле(«Весеняя АГОРА») и в ноябре(«Осенняя АГОРА») и собирает до 1000 участников.
Во время АГОРЫ происходят обсуждения текущих дел ассоциации, бюджета, проектов, выборы новых членов Comité Directeur и президента AEGEE, а также открытие новых антенн.
Участники АГОРЫ приезжают из различных антенн, причём они различаются по статусу: «делегаты», «наблюдатели», «гости». Право голоса имеют только делегаты.

### Comité Directeur
Comité Directeur (Генеральный комитет) является главным управляющим органом AEGEE. Помимо президента, генерального секретаря и казначея, в CD входит ещё 4 члена, ответственных за:
- связи с общественностью
- развитие сети
- связи с европейскими институтами
- проекты
- человеческие ресурсы
- внешние связи